# 8248 Gurzuf
8248 Gurzuf è un asteroide della fascia principale. Scoperto nel 1979, presenta un'orbita caratterizzata da un semiasse maggiore pari a 2,3102993 UA e da un'eccentricità di 0,1419355, inclinata di 2,22851° rispetto all'eclittica.